# Karana hoenei
Karana hoenei är en fjärilsart som beskrevs av Bang-haas 1927. Karana hoenei ingår i släktet Karana och familjen nattflyn. Inga underarter finns listade i Catalogue of Life.